# 堆齐牛录乡
堆依齐牛录乡，是中国新疆维吾尔自治区伊犁哈萨克自治州察布查尔县下辖的一个乡镇级行政单位。

## 行政区划
堆依齐牛录乡共辖以下地区：
堆依齐牛录村、佛营村、舍里木克村、伊车村。